# Площадь Кальмана Селля

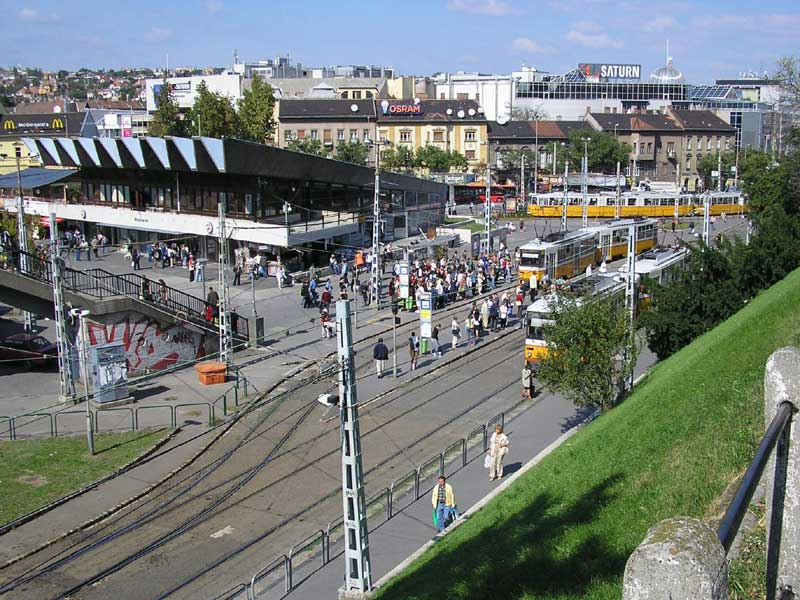
Площадь Кальмана Селля в Будапеште

Площадь Кальмана Селля (венг. Széll Kálmán tér) — площадь в Будапеште. Одна из крупнейших площадей Буды, крупный транспортный узел венгерской столицы и своеобразный центр западных районов города. 
До Второй мировой войны площадь носила имя премьер-министра Венгрии Кальмана Селля, а в 1951 году была переименована в Московскую площадь. В 2011 году площади было возвращено прежнее название. 
Здесь располагается автобусно-трамвайный вокзал и одноимённая станция будапештского метро. На площади и окрестных улицах всегда идёт оживлённая торговля с рук, а недалеко от площади находятся рынок  и два крупных торговых центра.